# Людвинівська сільська рада (Макарівський район)
| Людвинівська сільська рада — орган місцевого самоврядування у Макарівському районі Київської області з адміністративним центром у с. Людвинівка. Водоймища на території, підпорядкованій даній раді: Фоса. Сільській раді підпорядковані населені пункти: - с. Людвинівка |

## Склад ради
Рада складається з 12 депутатів та голови.

### Керівний склад ради
| ПІБ                      | Основні відомості                                                         | Дата обрання | Дата звільнення |
| ------------------------ | ------------------------------------------------------------------------- | ------------ | --------------- |
| Суліма Тетяна Миколаївна | Сільський голова, 1964 року народження, освіта, позапартійна              | 26.03.2006   | 31.10.2010      |
| Суліма Тетяна Миколаївна | Сільський голова, 1964 року народження, освіта вища, член Партії регіонів | 31.10.2010   |                 |

Примітка: таблиця складена за даними джерела